# Сарданапал
Сарданапал (др.-греч. Σαρδᾰνάπᾱλ(λ)ος) — мифический царь Ассирии, тридцать третий потомок Нина. Правил за 64 года до основания Рима. Греки отождествляли Ашшурбанапала с Сарданапалом.
Будто бы построил Анхиал и Тарс, в чём может быть отождествлён с Синаххерибом. Мидиец Арбак составил против него заговор. 
В женском обличье сучил пурпурную нить среди наложниц. 
Когда против него возник заговор, сжёг себя во дворце. Гробница у Анхиала в Киликии, там надпись.
«Гробницу» (никто из ассирийских царей не был похоронен в Киликии) Сарданапала накануне битвы при Иссе посещал Александр Македонский.
Сведения о Сарданапале восходят к не сохранившемуся трактату древнегреческого историка Ктесия «Персика», цитирующемуся у Диодора Сицилийского и ряда других позднейших античных авторов. 

Историческим прототипом Сарданапала был, по-видимому, Син-шар-ишкун, погибший во время падения Ниневии в 612 году до н. э., но некоторые детали его истории могли быть взяты от Синаххериба, Ашшурбанапала и Шамаш-шум-укина.

## Влияние на культуру
В изобразительном искусстве Сарданапал традиционно изображается лежащим на перине. Эта традиция восходит к Ювеналу, который в «Сатирах» упоминает «перину Сарданапала». Это упоминание породило даже утверждения о том, что Сарданапал является её изобретателем.
- Аристотель в трактате «Никомахова этика» сравнивает страсти многих могущественных людей со страстями Сарданапала[12].
- В первом акте комедии Ж. Б. Мольера «Дон Жуан, или Каменный пир» слуга Дона Жуана Сганарель сравнивает его с Сарданапалом.
- Упоминание Сарданапала также часто и у Г. Р. Державина. В его оде «Вельможа» богатый ленивый вельможа сравнивается с Сарданапалом, а в оде «Мужество» есть строки:

Как бедность пресмыкаться стала,

Увидели Сарданапала

На троне с прялицей меж жён.

- Кромвель в одноимённой трагедии Гюго сравнивает себя с Сарданапалом:

О, до чего дошёл мой сын!

Он пил здоровье Карла, значит пил

За смерть мою <…> Отцеубийца гнусный!

Ужели на челе своём увижу

Я имя Каина или, вернее,

Сарданапала?

- В серии книг «Таня Гроттер» Дмитрия Емеца существует персонаж «Сарданапал Черноморов».
- Ему посвящена трагедия Байрона «Сарданапал»[13].
- Французский композитор Викторен де Жонсьер создал оперу «Сарданапал».
- В романе Бальзака «Шагреневая кожа» главный герой Валантен, рассказывая другу о мучениях несчастной любви, сравнивает себя с бросившимся в костёр  Сарданапалом.
- Французский композитор Берлиоз создал увертюру «Смерть Сарданапала».
- Существует также картина французского художника Эжена Делакруа «Смерть Сарданапала».
- «Принцем Сарданапалом» назван И. А. Гончаров в письме Валериана Майкова в Италию.
- Песня группы «Аквариум» «Сарданапал» на альбоме «Чёрная роза — эмблема печали, красная роза — эмблема любви», являющимся музыкой к одноимённому фильму Сергея Соловьева.
- В книге «Незнайка на Луне» Носова под этим псевдонимом скрывался автор письма в газету.
- Сарданапал — главный герой стихотворения Германа Лукомникова «На нас напала...»[14].
- Сарданапал — бабочка[15] семейства нимфалид (лат. Agrias claudina sardanapalus).
- В пьесе М. Горького «На дне» Сатин обращается к Актёру: Сарданапал.
- В романе Александра Дюма «Графиня де Монсоро» Сарданапал вместе с маршалом де Рецем и Навуходоносором вскользь называются величайшими грешниками за всю историю.